# Untere Mühle (Deidesheim)
Die Untere Mühle ist ein abgegangenes Bauwerk in Deidesheim.

## Lage
Die Mühle befand sich innerhalb der Haardt, wie der Ostrand des Pfälzerwald genannt wird, im Gimmeldinger Tal, das vom Mußbach durchflossen wird, auf der Gemarkung der Stadt Deidesheim weitab von deren Siedlungsgebiet. Nördlich schließt sich das Benjental und westlich das Silbertal an. Südlich erstreckt sich das Weinbiet (554 m), nordwestlich das Saulochköpfchen (477,1 m) nordöstlich der Stabenberg (496 m) und östlich der Erlenberg (349,1 m). Weiter östlich liegen das Forsthaus Benjental und das Alte Jagdhaus Looganlage.

## Geschichte
Die Mühle wurde im Jahr 1718 erbaut. Während der ersten Hälfte des 19. Jahrhunderts fungierte der um 1838 verstorbene Wappenschmied Johannes Corell als Müller, der zusätzlich im Mühltal die Corellsche Wappenschmiede betrieben hatte. Nach seinem Tod verpachtete eine Erbgemeinschaft die Mühle. Nach dem Tod von Corells Witwe ließen die Erben die Mühle versteigern. Seit einem Großbrand im Jahr 1886 ist das Bauwerk Ruine.

## Ensemble
Das Mühlenensemble bestand aus einem Mahl- und Schälgang sowie der Schwingmühle, Wohn- und Nebengebäuden.

## Bauliche Überbleibsel
Erhalten sind jeweils ein Mühlstein und Mauerwerkreste. Zudem befindet sich vor Ort eine Infotafel.

## Tourismus
An der Ruine vorbei führt der Prädikatswanderweg Pfälzer Weinsteig.

## Anbindung
Aufgrund einer seit 1715 bestehenden Zollgrenze zwischen dem Hochstift Speyer und der Kurpfalz erfolgte der Transport auf dem sogenannten Eselsweg.